# 2014년 일본의 텔레비전 드라마 목록
다음은 2014년에 일본의 텔레비전에서 방송되었던 드라마 프로그램을 나열한 목록이다.

## 1분기
- 3억엔 사건	-	TV아사히
- Dr. DMAT	-	TBS
- S ~최후의 경관~	-	TBS
- SHAPK	-	닛테레
- 가정부는 보았다	-	TV아사히
- 검은 복음	-	TV아사히
- 군사 칸베에	-	NHK
- 그날이 오기 전에	-	NHK BS
- 긴급취조실	-	TV아사히
- 김전일 소년 사건부 옥문학원 살인사건	-	닛테레
- 꽃피는 내일	-	NHK BS
- 나고야 마지막 열차 2	-	TV아사히
- 나라고 하는 운명에 대하여	-	닛테레
- 내가 싫어하는 탐정	-	TV아사히
- 내가 있었던 시간	-	후지TV
- 내일, 엄마가 없어	-	닛테레
- 네즈미, 에도를 달리는	-	NHK
- 다크 시스템 사랑의 왕좌 결정전	-	TBS
- 대도쿄 토이박스	-	TV도쿄
- 로스트 데이즈	-	후지TV
- 리더스	-	TBS
- 모코미치의 MIDNIGHT KITCHEN	-	닛테레
- 문호의 식채	-	BS재팬
- 미야모토 무사씨	-	TV아사히
- 바티스타 수술 팀의 영광 4: 나전미궁	-	후지TV
- 발족! 여자 내각	-	TBS
- 밤의 선생님	-	NHK BS
- 변두리 봅슬레이	-	TBS
- 사채꾼 우시지마 2	-	NHK
- 성모 키요미 이야기	-	도카이TV
- 세마리 아저씨 ~정의의 아군, 등장11~	-	TV도쿄
- 세상의 소금	-	WOWOW
- 수수께끼의 전학생	-	지바TV
- 스페셜리스트2	-	TBS
- 신부 포럼 3	-	NHK BS
- 신참자 SP -잠자는 숲-	-	TBS
- 실연 쇼콜라티에	-	후지TV
- 아시오에서 온 여자	-	NHK
- 여성 룰 ~행복해지기 위한 50가지 법칙	-	닛테레
- 연문일화	-	닛테레
- 열쇠가 잠긴 방	-	후지TV
- 오늘 밤은 마음만 안고	-	NHK BS
- 오스!! 훈도시부! ~남해노도편~	-	tvk
- 오후코상	-	NHK BS
- 우레로 미체험소녀	-	TV도쿄
- 위자료변호사 ~당신의 눈물, 돈으로 바꿉시다~	-	닛테레
- 은폐수사	-	TBS
- 의룡	-	후지TV
- 전력외 수사관	-	닛테레
- 종이달	-	NHK
- 천주 ~어둠의 처벌인~	-	후지TV
- 트릭 신작 스페셜 3	-	TV아사히
- 파워레인저 트레인포스	-	TV아사히
- 피의 흔적	-	WOWOW
- 하나코와 앤	-	NHK
- 후쿠오카 연애백서 9 ~달과 태양을 돌려다 보며~	-	KBC
- 후쿠이에 경보부의 인사	-	후지TV

## 2분기
- 55세부터의 헬로 라이프	-	NHK
- BORDER 경시청 수사1과 살인범 수사 제4계	-	TV아사히
- MOZU1 ~때까치 우는 밤~	-	TBS
- MOZU2 ~환상의 날개~	-	WOWOW
- SHARK ~2nd season~	-	닛테레
- SMOKING GUN ~결정적 증거~	-	후지TV
- TEAM ~경시청 특별 범죄 수사 본부~	-	TV아사히
- 건배 전사 애프터 V	-	TVS
- 극악 간보	-	후지TV
- 기적의 교실	-	닛테레
- 나의 댄디즘	-	TV도쿄
- 나의 호스트짱 S ~신인 호스트 오너 기적의 밀착 6개월~	-	TV아사히
- 도쿄 가드 센터	-	Dlife
- 될 대로 되겠지 2	-	TBS
- 롱 굿바이	-	NHK
- 루즈벨트 게임	-	TBS
- 이버스 엣지 오카와바타 탐정사	-	TV도쿄
- 마루호의 여자 ~보험범죄조사원~	-	TV도쿄
- 마법 남자 체리즈	-	TV도쿄
- 먹고 자는 두사람 함께 사는 두사람	-	NHK BS
- 모자이크 재팬	-	WOWOW
- 미션 잉글리쉬 2	-	BS후지
- 블랙 프레지던트	-	후지TV
- 비터 블러드	-	후지TV
- 사건구멍의 2 ~IMAT의 기적~	-	TV아사히
- 사신군	-	TV아사히
- 사일런트 푸어	-	NHK
- 세일러복과 우주인 ~지구에 남은 최후의 11인~	-	닛테레
- 세일러 좀비	-	TV도쿄
- 시간의 습속	-	후지TV
- 식물남자 베란다	-	NHK BS
- 신해석 일본사	-	MBS
- 아내는 쿠노이치 최종장	-	NHK BS
- 아랑 -GARO- -마계의 꽃-	-	TV도쿄
- 앨리스의 가시	-	TBS
- 약해도 이길 수 있습니다	-	닛테레
- 요시와라의 도신	-	NHK
- 은화 두관	-	NHK
- 최후로부터 두번째 사랑 2	-	후지TV
- 카미야 겐지로 체포조	-	NHK BS
- 커피집의 사람들	-	NHK BS
- 테츠코의 육성법	-	나고야TV
- 토쿠보 경찰청 특수방범과	-	닛테레
- 토쿠소우	-	WOWOW
- 퍼스트 클래스	-	후지TV
- 푸른바다 ~LONG SUMMER~	-	후지TV
- 플라토닉	-	NHK BS
- 하나사키 마이가 잠자코 있지 않아	-	닛테레
- 하카타 스테이 헝그리	-	TNC
- 형사 110킬로 2	-	TV아사히
- 화이트 라보 ~경시청 특별 과학 수사 반장~	-	TBS
- 황금호 전설 그램스피어 2	-	도카이TV

## 3분기
- GTO 2014	-	후지TV
- HERO 2	-	후지TV
- ST 적과 백의 수사파일	-	닛테레
- 가족사냥	-	TBS
- 강아지 마메시바 망향편	-	IBC
- 강한 개미	-	TV도쿄
- 경시청 수사1과 9계 9	-	TV아사히
- 고독한 미식가 4	-	TV도쿄
- 근거리 연애 ~Season Zero~	-	닛테레
- 끝나지 않는 이야기	-	후지TV
- 내버려 둘 수 없는 마녀들	-	후지TV
- 노부나가의 셰프 2	-	TV아사히
- 다마시에 우타마로 4	-	TV아사히
- 도쿄 스칼렛 ~경시청 NS계~	-	TBS
- 동창생 ~사람은 세 번 사랑을 한다~	-	TBS
- 라스트 닥터 ~감찰의 아키타의 검사보고~	-	TV도쿄
- 마지막 거처	-	NHK BS
- 맛상	-	NHK
- 매꽃 ~평일 오후 3시의 연인들~	-	후지TV
- 베트로의 장렬	-	TBS
- 변신	-	WOWOW
- 살인편차치 70	-	NTV
- 선술집 모헤지 3	-	TBS
- 성녀	-	NHK
- 수구 양키스	-	후지TV
- 수의사씨 사건이예요	-	YTV
- 아라씨짱 무수정	-	TV도쿄
- 아버지의 등	-	TBS
- 아시나로 337박자	-	후지TV
- 아오이 호노오	-	TV도쿄
- 아웃번 마주보의 여행사 야가미 에이코	-	후지TV
- 어게인!!	-	MBS
- 어떻게 좀 안될까요 2	-	NHK BS
- 엔드리스 어페어 ~끝이 없는 정사~	-	lala TV
- 여름의 끝에서, 사랑을 했다	-	후지TV
- 오소로시 ~미시마야 변조괴담~	-	NHK BS
- 오와콘 TV	-	NHK BS
- 익명탐정 2	-	TV도쿄
- 젊은이들 2014	-	TV아사히
- 정말로 있었던 무서운 이야기 15주년 스페셜	-	후지TV
- 제로의 진실	-	TV아사히
- 죄인의 거짓말	-	WOWOW
- 책장식당	-	NHK BS
- 철신건 라이쟈 NEO	-	TV이와테
- 킨다이치 소년의 사건부 N	-	닛테레
- 타임 스파이럴	-	NHK BS
- 필살사업인 2014	-	TV아사히
- 하나짱의 미소시루	-	닛테레
- 하카타 스테이 헝그리 2	-	TNC
- 후요우의 사람 ~후지산 정상의 아내~	-	NHK

## 4분기
- Dr. 너스에이드	-	닛테레
- N을 위하여	-	TBS
- SAKURA ~사건을 듣는 여자~	-	TBS
- 가면라이더 드라이브	-	TV아사히
- 갑작부동전기 로보상	-	TV도쿄
- 강인한 몸 SEXY 바디	-	BS재팬
- 검은 옷 이야기	-	TV아사히
- 괴수연의 여자 14	-	TV아사히
- 구구는 고양이다	-	WOWOW
- 나이프의 행방	-	NHK
- 노부나가 콘체르토	-	후지TV
- 다크 슈트	-	NHK
- 닥터X 3	-	TV아사히
- 달을 향하는 배	-	TBS
- 도중하차	-	NHK
- 도쿄 올림픽을 부른 남자	-	후지TV
- 디어 시스터	-	후지TV
- 따귀!	-	닛테레
- 마더스
- 멋진 선 TAXI	-	후지TV
- 모든 것이 F가 된다	-	후지TV
- 문호의 식채	-	BS재팬
- 미안해 청춘!	-	TBS
- 보더라인	-	NHK
- 봉신 야츠루기 4	-	지바TV
- 사랑의 합숙 면허	-	후지TV
- 신데렐라 데이트	-	후지TV
- 신 형사 요시나가 세이치	-	TV도쿄
- 실재성 밀리언 아서	-	tvk
- 심야식당 3	-	TBS
- 악화	-	WOWOW
- 안녕 나	-	NHK
- 어젯밤 카레, 내일 빵	-	NHK BS
- 어째서 토도인 세이야 16세는 여자친구가 안 생기는 것인가?	-	나고야TV
- 얼간이	-	NHK
- 엄마와 아빠가 살아가는 이유	-	TBS
- 여자는 그것을 용서하지 않아	-	TBS
- 오늘은 회사 쉬겠습니다	-	닛테레
- 오오오카 에치젠 2	-	NHK BS
- 우리가 프러포즈를 받지 못하는 101가지 이유가 있었다	-	Lala TV
- 워킹 데드 ~일하는 좀비들~	-	BS재팬
- 이 미스터리가 대단해! 베스트셀러 작가의 도전장	-	TBS
- 장난스런키스 ~Love into tokyo~	-	후지TV
- 주가폭락	-	WOWOW
- 지옥선생 누베	-	닛테레
- 최강의 여자	-	MBS
- 캐럴링 ~크리스마스의 기적~	-	NHK BS
- 타마가와 구청 OF THE DEAD	-	TV도쿄
- 파트너 13	-	TV아사히
- 퍼스트 클래스 2	-	후지TV
- 헤이세이 원숭이와 게의 전쟁	-	WOWOW

## 자료 출처
- ja:2014年のテレビドラマ (日本)

## 같이 보기
- 일본의 텔레비전 드라마 목록
- 2010년대 일본의 텔레비전 드라마 목록